# Kojčevina
Kojčevina (cyr. Којчевина) – wieś w Bośni i Hercegowinie, w Republice Serbskiej, w gminie Vlasenica. W 2013 roku liczyła 79 mieszkańców.